# Sumber Makmur Jaya
Sumber Makmur Jaya is een bestuurslaag in het regentschap Indragiri Hilir van de provincie Riau, Indonesië. Sumber Makmur Jaya telt 672 inwoners (volkstelling 2010).